# Herman Fortmann
Herman Joannes Henricus Maria Fortmann (Amersfoort, 16 januari 1904 - Utrecht, 3 mei 1968) was een Nederlands theoloog en een priester van de Rooms-Katholieke Kerk.
Hij was een oudere broer van de godsdienstpsycholoog Han Fortmann, met wie hij - ook omdat ze bijna dezelfde initialen had - vaak verward werd. Herman Fortmann bezocht na zijn middelbare school het groot-seminarie Rijsenburg. Hij werd op 25 juli 1926 priester gewijd. Hij werkte vervolgens als kapelaan in Oud-Zevenaar en als docent catechese aan een school in Hilversum. Vervolgens werd hij door aartsbisschop Henricus van de Wetering naar Nijmegen gestuurd, om er aan de Katholieke Universiteit aldaar theologie te gaan studeren. Gerard Kreling werd er zijn leermeester. Na zijn afstuderen werd hij hoogleraar dogmatische theologie aan het seminarie Rijsenburg. Vanwege zijn scherpzinnigheid als theoloog en zijn oecumenische instelling werd hij in 1949 benoemd tot bijzonder hoogleraar aan de Rijksuniversiteit Utrecht, waar de katholieke theologie zijn leeropdracht was. Vanaf 1950 hielp hij met de opzet van het nieuwe Filosoficum in Dijnselburg (de filosofische onderbouw van het grootseminarie), waarvan hij de eerste president werd.
Fortmann heeft geen groot wetenschappelijk oeuvre nagelaten, maar vanwege zijn betrokkenheid bij de priesteropleiding, zijn vele publicaties in Nederlandse Katholieke Stemmen, het blad voor de Nederlandse priesterstand, en - vooral - zijn voornaam adviseurschap van kardinaal Alfrink, had hij veel invloed op het katholieke leven in het Nederland van na de Tweede Wereldoorlog. Tussen 1959 en 1961 hield hij een aantal causerieën op de KRO, waardoor hij een zekere landelijke bekendheid kreeg. In 1961 werd hij benoemd tot president van Rijsenburg, waar President Geerdinck even daarvoor met conflicten was vertrokken. In 1968 was hij referent bij de commissie van kardinalen die in opdracht van paus Paulus VI de Nieuwe Katechismus moest beoordelen. Niet lang daarna overleed hij. Hij had nog net moeten meemaken hoe het seminarie Rijsenburg werd opgeheven, om op te gaan in de Katholieke Theologische Hogeschool Utrecht.
- Biografisch Portaal: 83084249
- International Standard Name Identifier: 0000 0000 2923 1559
- Library of Congress Control Number: n89620230
- Nederlandse Thesaurus van Auteursnamen: 067733379
- Virtual International Authority File: 53294527
- WorldCat: E39PBJgmP667KbHYxCqd64p3wC